# カンバーランド・シープドッグ
カンバーランド・シープドッグ（英：Cumberland Sheepdog）とは、イギリスのイングランドの旧カンバーランド州原産の牧羊犬種である。日本でも人気の高い、スコットランド原産のボーダー・コリーの先祖にもなった。

## 歴史
古くから存在するコリー犬種のひとつで、カンバーランド・シープドッグに関する最も古い資料は1800年代に残されている。カンバーランド州とその周辺で使える、地域限定の純血のコリー犬種を作り出すためにワーキング・コリーの中から選択された優秀な個体をもとにブリーディングが行われて改良され、犬種として固定された。もっぱら牧羊犬としてのみ使われ、ほかのコリー犬種に比べてずば抜けたハーディング（羊の誘導）能力を持っていたため他の州でも知られるようになり、牧羊犬コンテストでも19～20世紀にかけて常に優秀な成績を残し、更なる人気を得ていった。それによって本種はスコットランドの国境地帯（ボーダー）にも渡り、改良が行われて容姿・能力がさらに優れたボーダー・コリーが作出された。なお、主にボーダー・コリーのベースになったカンバーランド・シープドッグは不破の大会優勝記録を保持しているオールド・へンプ（Old Hemp）号であると伝えられている。
20世紀後半になるとカンバーランド・シープドッグは子孫のボーダー・コリーに取って代わられるようになって数が減少し、現在はイングランドのカンブリア州に数頭が生存しているのみになってしまい、絶滅犬種として捉えられるようになってしまった。
しかし、本種をボーダー・コリーと戻し交配させ、本種を再現しようとする試みも行われている。

## 特徴
ボーダー・コリーに比べると、体格は骨太でがっしりとしていた。マズルは短めで太く、頭部も大きめで幅が広い。耳は小さめの半垂れ耳で尾はふさふさした垂れ尾、コートは厚く密生したロングコートで、毛色はブラック・アンド・ホワイト又はカフェオレ・アンド・ホワイト。筋肉質のボディは見た目によらず しなやかで、羊を効率的に誘導できた。ハーディング・スタイル（牧畜の誘導方法）はボーダー・コリーと同じで、黙って体勢を低くして誘導を行った。性格は忠実で友好的、主人家族の役に立つことを最大の喜びとする。温厚で知的であり、とてもしつけの飲み込みが早い。更に、攻撃的な気質を持っていない。体高51cm前後、体重40～50ポンドの大型犬である。

## 参考
『デズモンド・モリスの犬種事典』（誠文堂新光社）デズモンド・モリス著書、福山英也、大木卓訳 誠文堂新光社、2007年